# Сприкут Юхим Олександрович
Юхим Олександрович Сприкут (нар. 29 червня 1937, Кіровоград, УРСР) — радянський український футболіст єврейського походження, нападник.

## Життєпис

### Ранні роки
Народився Юхим Олександрович Сприкут 29 червня 1937 року в Кіровограді в єврейській родині. Під час війни разом з сім'єю перебував в евакуації місті в Ташкент, а після звільнення Кропивницького родина повернулася додому. Згодом в родині вирішили, що Єфиму потрібна професія, яка могла б прогодувати. Так він опинився в перукарні, де працювала його старша сестра. Сприкут швидко здав на розряд, почав працювати самостійно. Після цього проходив військову службу в село Вожжоль під Сиктивкаром (Комі АРСР) у внутрішніх військах МВС. Служив Юхим Сприкут командиром відділення музикантів, також займався спортом. У 1959 році команда військової частини виграла футбольну першість Комі АРСР і форвард Юхима Сприкут в нагороду отримав відпустку. Після закінчення служби повернувся в Кіровоград, де знову працював у перукарні. Паралельно з цим виступав за команду агрегатного заводу, відзначався високою результативністю. 

### Кар'єра гравця
У 1961 році в перукарню зайшов тренер «Зірки» Геннадій Рудинський. Поголився й зробив пропозицію Юхиму Сприкуту зіграти за команду в товариському матчі проти київського «Динамо». Проте відразу ж дебютувати в команді майстрів Кіровограда не вдалося. У 1962 році надійшла пропозиція від «Авангарду» (Жовті Води), де Юхиму надали двокімнатну квартиру. Потім була травма й повернення в Кіровоград, проте перед поверненням у рідне місто Сприкут опинився в Олександрії. У першому колі він лікувався, а в другому регулярно грав за основний склад (36 матчів, 2 голи). Забивного форварда олександрійського «Шахтаря» запрошували клуби з Вінниці та Запоріжжя, але він обрав рідний Кіровоград, куди його запросив Віктор Степанович Жилін. У сезонах 1964-1965 років забив у складі «Зірки» 26 м'ячів, двічі поспіль ставав найкращим бомбардиром команди. У 1965 році він ледь не залишився у вінницькому «Локомотиві», куди пішов працювати Віктор Жілін і де пропонували трикімнатну квартиру, проте тренер кіровоградської команди Віктор Михайлович Третьяков та її адміністратор Лев Борисович Кагарлицький, вмовили не лише Саприкута повернутися додому, але поклопотали перед начальством про поліпшення житлових умов для гравця. Після повернення до «Зірки» відправився в турне команди по Італії, де в товариських матчах Юхим знову став найкращим бомбардиром команди (відзначився голоами у воротах «Реджини», «Ареццо» та «Карпі»). У 1966 році відзначився за «Зірку» 4 голами, але завдяки його вдалим діям команда регулярно пробивала пенальті. У 1967 році Саприкут переходить до «Дніпра» (Кременчук). Наступного року приєднався до «Кривбасу» (Кривий Ріг). Сезон 1969 року розпочав у Кривому Розі, проте завершував його вже в кременчуцькому «Дніпрі». У 1970 році повернувся до «Зірки», за яку відіграв один сезон (23 матчі, 3 м'ячі). Закінчував кар'єру гравця Юхим Олександрович граючим тренером новомиргородського «Колоса» і знам'янського «Локомотива». 

### По завершенні кар'єри
У 1975 році заочно закінчив факультет фізвиховання кіровоградського педінституту. Працював адміністратором команди, тренував юнаків «Зірки», команду «Ятрань» заводу «Харчмаш». З 1997 року перебував на пенсії. До 2005 року проживав у Кропивницькому. Потім емігрував до Ізраїлю, проживав у містечку Бат-Ям Тель-Авівського округу.